# Laguna de Villena

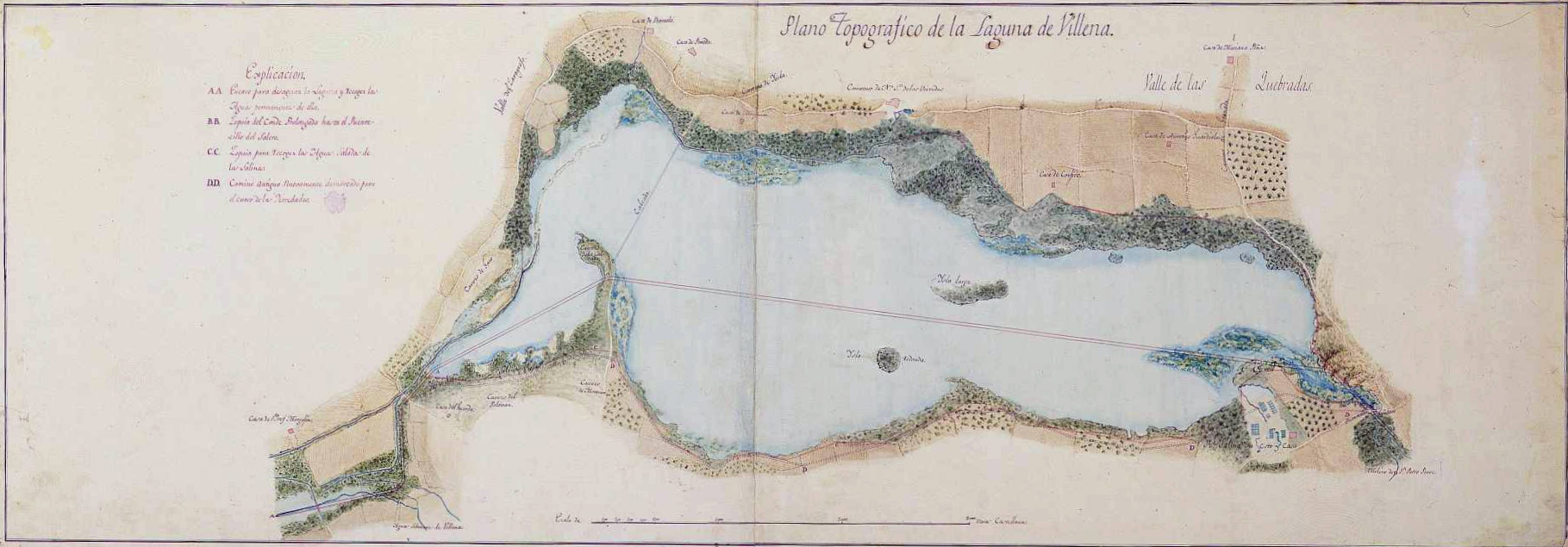
Mapa topográfico de la Laguna de Villena levantado alrededor de 1790, con vistas a su desecación.

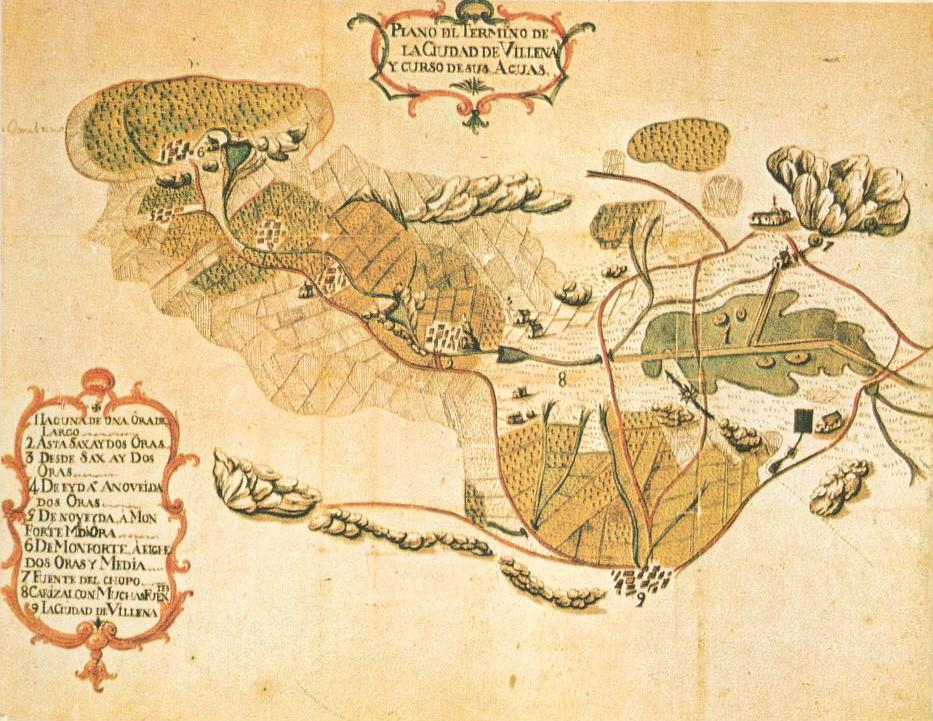
Término de la Ciudad de Villena y curso de sus aguas, de 1750.

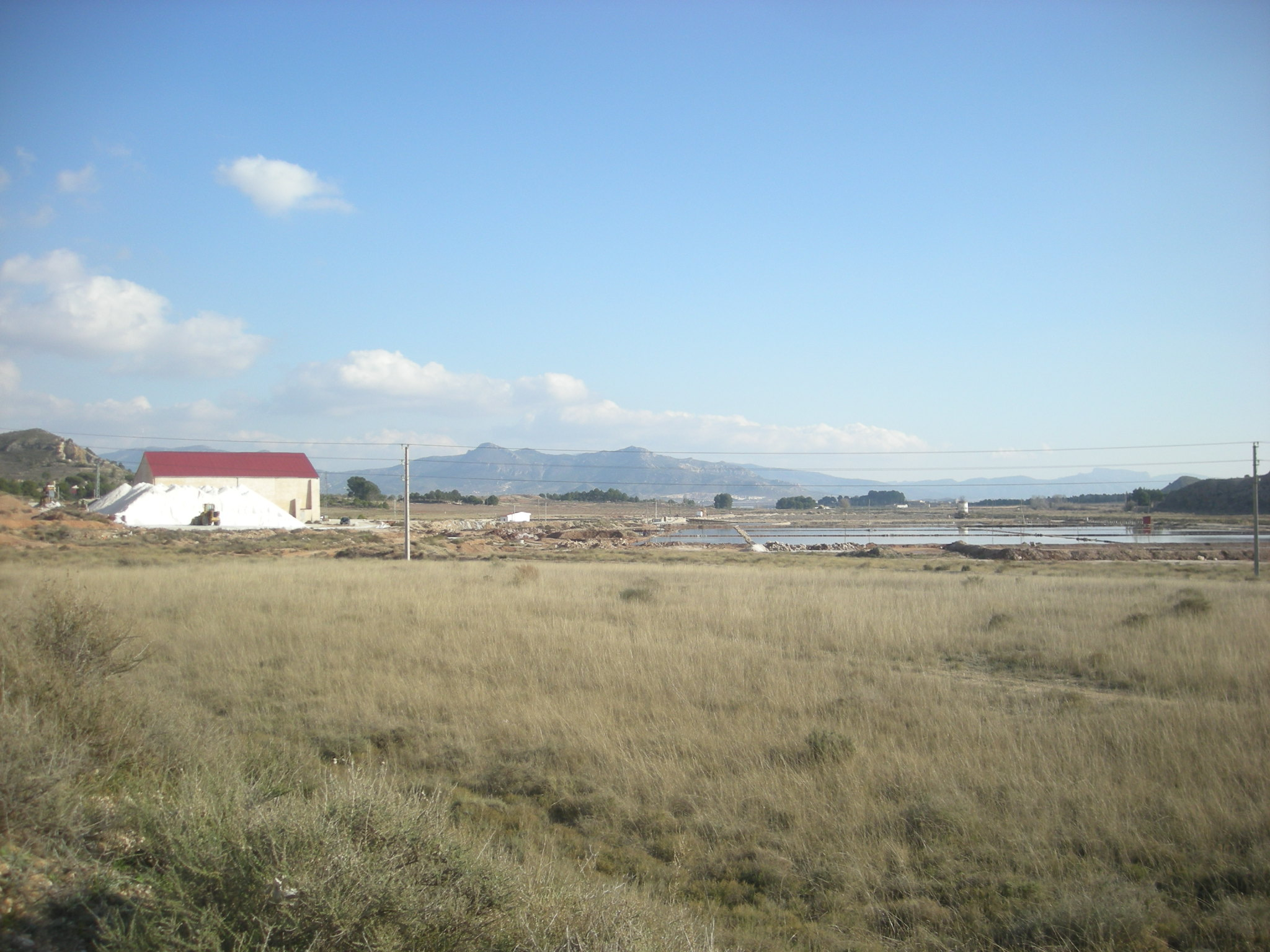
Salero de Penalva, a la orilla de la antigua laguna.

La Laguna de Villena, situada en el corredor que une la meseta con el litoral mediterráneo, es una laguna de naturaleza endorreica y actualmente desecada, que se halla en el término municipal de Villena (Alicante). Está delimitada al noreste por los afloramientos diapíricos de yesos y arcillas triásicas de "Los Cabecicos", "Cabezo del gato" y "Cabezo del  Polovar", y al suroeste especialmente, por el "Cabezo de la Virgen" y "Sierra del Castellar", elevaciones más imponentes formadas por calizas y dolomías del cretácico superior. La cuenca de captación de aguas está fuertemente acotada por el este y sur debido a los diversos cabezos, sin embargo por el oeste y norte, la superficie drenante se amplía de manera considerable y rebasa los límites que alcanza la vista. 
Esta amplia cuenca hidrológica suministra los aportes superficiales procedentes del agua de lluvia, pero sin duda, la principal fuente de alimentación hídrica de la laguna, hoy desecada, ha sido el agua subterránea, en mayor medida los manantiales calcáreos como el de la "Fuente del Chopo"(desecada en los años ochenta por la comunidad de regantes, a base de extraer el agua con motores) y en menor medida, los de agua salada procedentes de los materiales triásicos. Esta combinación de manantiales daba una singularidad especial a la laguna de Villena, ya que la transición de ambientes salobres a dulceacuícolas ocasionaría un incremento considerable de la riqueza biológica que se desarrolló en el espacio lagunar. 
El manantial de la "Fuente del Chopo" se canalizó para consumo humano y regadío  hacia otros términos municipales mediante la "Acequia del Conde" en 1536 a expensas de Elda, excluyendo su caudal como principal aporte de la laguna, con lo que esta pasó a ser mayoritariamente de agua salobre. Se desecó en 1803 por orden de Carlos IV mediante la ampliación de la ya existente "Acequia del Conde" con la actualmente llamada "Acequia del rey", que atraviesa la laguna de sur a norte pasando por el centro y llegando incluso hasta el término municipal de Caudete, para desecar también la laguna de menor tamaño, llamada "Lagunilla", situada en la partida villenense de igual nombre, junto con todo un entramado de acequias transversales (llamadas "sangradores") que encauzan todas en la arteria principal de desagüe, que es la acequia central.

## Historia
La laguna de Villena, junto con la de Salinas (unos kilómetros al sur), estaba originada por un fenómeno de endorreísmo. Es decir, las aguas no encontraban salida y allí se acumulaban. El ecosistema generado merced al estancamiento de las aguas permitió el desarrollo de un biotopo de gran riqueza faunística, como resaltó el infante Don Juan Manuel, señor de Villena, en su Libro de la Caça:

Et Villena ay mejor lugar de todas las caças que en todo el Regno de Murçia Et aun dize don Iohan que pocos lugares yio el nunca tan bueno de todas las caças, ca de çima del alcaçar vera omne caçar garças e anades e gruas con falcones e con açores e perdices e codornices e a otras aves llaman flamenques que son fermosas aves e muy ligeras para caçar sinon porque son muy graves de sacar del agua ca nunca estan sinon en muy gran laguna de agua salada.

La surgencia de manantiales salinos en distintos puntos del álveo propició el establecimiento de diversas salinas, que aparecen ya citadas en la Relación enviada a Felipe II en 1575:

En el termino de Villena ay dos sitios de salinas que en ellos se fabrica sal de agua sacada a mano de pozos, que las unas se llaman las del Cabeço Polvogad, y las otras las de el Angostillo. Ay una laguna de media legua de largo en medio de las dos, rasa, que no produze yerba.

La laguna comportaba al término de Villena la mayor fuente de riqueza natural y biológica existente en un radio de más de 50km a la redonda, y sin embargo -junto con el interés de otras ciudades, sobre todo Elche, en aumentar sus recursos hídricos- se utilizó la excusa de que también estaba en ella el origen de las fiebres tercianas (que reaparecían cada tres días), una de las principales estratagemas utilizadas en persuadir al pueblo  y obtener el beneficio de la casa real para empezar a planear su desecación, pues actualmente, vemos como existen ciudades con lagunas iguales o más grandes que la de Villena y no hay, ni ha habido, problema alguno de enfermedades por fiebres, (sirvan como ejemplo las lagunas de la mata en Torrevieja). Todo ello, sumado a la falta de recursos económicos de un rey empobrecido de la época, totalmente manipulado por Napoleón Bonaparte, hizo que en cuanto este viese la petición de los terratenientes ilicitanos, presentando un estudio de la laguna a favor de sus intereses personales, hallase una oportunidad más para acrecentar sus arcas reales mediante los tributos procedentes de los colonos laguneros.

### Desecación
El 23 de abril de 1803, Carlos IV ordenó a su arquitecto mayor, Juan de Villanueva, las obras de desecación. La principal obra fue la que se llamó Acequia del Rey, que servía y sirve para evacuar las aguas de la cuenca al río Vinalopó. Las aguas de la laguna no se dejaron perder hacia la desembocadura del río Vinalopó, sino que durante tres años seguidos, se estuvieron evacuando y trasladando, sin parar, a los pantanos de poniente y levante en Elche, lugar al que se vio obligada a migrar toda la fauna avícola existente en Villena y donde también, actualmente, se encuentra el parque artificial "El Hondo", pues toda el agua que recibe no es originaria de allí, sino de los aportes que recogen del río Segura y los que siguen recibiendo de la Laguna de Villena en épocas de lluvias y demás crecidas del caudal del río Vinalopó en los tramos de Sax, Elda-Petrer, Monóvar, Novelda, Monforte del Cid y Aspe. Aportes sin los cuales sería imposible el sustento de dicho parque, declarado como espacio y reserva natural.
Tras la desecación de la Laguna quedaron al descubierto los diferentes manantiales, que se pudieron separar entre salobres y dulces. Y tras la obra, se delimitó mediante mojones un terreno innecesario de 1704 ha cultivables, que se pasó a llamarse tierras de la Demarcación de La Laguna, con las que, a día de hoy, se sigue especulando, a pesar de estar incluidas en el catálogo de zonas húmedas de la Generalitat Valenciana como "Humedal de Interior de Especial Protección", desde el año 2001, dentro de la RED NATURA 2000 de la Unión Europea.

### Nuevas tierras
Estas nuevas tierras obtenidas, se entregaron injustamente a personajes de la alta realeza y nobleza, que a su vez las arrendaron a los nuevos colonos que habitaron allí(llamados laguneros) y que pagaban un diezmo por ellas. Se regaban principalmente con las aguas de la "Fuente del Chopo", localizada en la pedanía de Las Virtudes. Por la cesión de esta agua de riego a localidades como Elda o Elche, Villena cobraba un elevado canon que recibían las arcas municipales. En 1899 la laguna se recuperó en parte, hasta alcanzar 4 metros de profundidad, tras dos días seguidos de lluvias torrenciales.